# Heinz Lüder Heidemann
Heinz Lüder Heidemann (ur. 23 kwietnia 1908, zm. 11 października 1946) – zbrodniarz hitlerowski, Blockführer w obozie koncentracyjnym Bergen-Belsen i SS-Rottenführer.
Członek załogi Bergen-Belsen od 1943, wcześniej pełnił służbę w obozie w Niederhagen. W drugim procesie załogi Bergen-Belsen przed brytyjskim Trybunałem Wojskowym skazany na karę śmierci. Wyrok wykonano przez powieszenie w październiku 1946.